# Siegelsbach
Siegelsbach là một thị xã ở huyện Heilbronn trong bang Baden-Württemberg ở nước Đức. Đô thị này có diện tích 7,68 km², dân số thời điểm 31 tháng 6 năm 2006 là 1694 người.